# Индийская яичная змея
Индийская яичная змея, или индийский яйцеед, (лат. Elachistodon westermanni) — вид змей из семейства ужеобразных, обитающий в Азии. Единственный представитель рода индийских яичных змей, или индийских яйцеедов (Elachistodon). Видовое название дано в честь Жерара Вестермана.

## Описание
Общая длина достигает 78—84 см. Голова небольшая, тело стройное, удлинённое, сжатое с боков. Глаза большие, зрачки вертикальные. Присутствуют задние бороздчатые зубы в верхней челюсти. Окраска тёмно-оливкового, коричневого и чёрного цветов. Посреди позвоночника чешуя имеет жёлтый цвет. Через середину чёрной головы идёт жёлтая полоса. Губы жёлтые. Брюхо белое с тёмными пятнами.

## Образ жизни
Населяет каменистые места с кустарником, горные леса. Хорошо лазает по деревьям. Активна ночью, питается яйцами птиц и рептилий.

## Размножение
Это яйцекладущая змея. Самка откладывает до 12 яиц.

## Распространение
Обитает в северной и западной Индии, Непале и Бангладеш.